# Буг (минный транспорт, 1891)
«Буг» — минный транспорт Российского Императорского флота. Головной в серии из двух кораблей.

## История службы
В январе 1891 года был заложен на судоверфи фирмы «Zindhozmen» в Гётеборге (Швеция). 30 мая 1891 года зачислен в списки судов Черноморского флота. Спущен на воду 2 сентября 1891 года, вступил в строй 8 декабря 1892 года. Переоборудование корабля для постановки минных заграждений было проведено в Севастополе.
Входил в состав Практической эскадры Чёрного моря, причем на корабле испытывались приспособления для постановки мин различных систем. Предпочтение отдали автоматической подаче по системе лейтенанта В. А. Степанова.
В 1905 году «Буг» принял участие в восстании под руководством П. П. Шмидта. Днем 15 ноября «Буг» первым после крейсера «Очаков» поднял красный флаг. На борту минного транспорта в момент восстания находилось более 300 мин, и, по мнению некоторых историков, П. П. Шмидт шантажировал правительственные войска возможностью взрыва в Севастополе, который мог иметь необратимые последствия. Однако команда «Буга» затопила свой корабль в Южной бухте.
В мае 1907 года минный заградитель был поднят и с 1907 по 1909 год проходил восстановительный ремонт в Севастопольском порту. После ремонта «Буг» стал числиться транспортом для обслуживания маяков, являясь в то же время гидрографическим судном.
В период Первой мировой войны входил в состав дивизиона сетевых заградителей. 29 декабря 1917 года экипаж перешел на сторону Советской власти, 1 мая 1918 года был захвачен в Севастополе германскими войсками, в ноябре 1918 года — белогвардейцами, в декабре 1918 года — англо-французскими интервентами. С апреля 1919 года вошёл в состав Морских сил ВСЮР с переоборудованием во вспомогательный крейсер. 12 ноября 1920 года в штормовую погоду затонул в районе Ак-Мечети, выскочив на камни. 4 июля 1924 года снят с камней и сдан на слом.
В 2005 году было поднято со дна моря 75-мм орудие, принадлежащее «Бугу». Сейчас это орудие находится в Музее Морской славы в Балаклаве.

## Командиры судна
Командирами минного транспорта «Буг» в разное время служили:
- хх.хх.хххх — 17.11.1903 — капитан 2-го ранга Панфилов, Владимир Петрович
- 17.11.1903 — 15.11.1905 — капитан 2-го ранга Славочинский, Мариян Иванович (убит случайной пулей во время восстания, был единственным офицером погибшим при подавлении Севастопольского восстания).
- М. В. Бурнаховский (с ноября 1906 года по 1907 год).
- М. В. Ионов (с ноября 1907 по август 1908 года).
- В. В. Вилькен (1920 год).